# Postomsko
Postomsko (niem. Bürger See) – niewielkie jezioro na Pojezierzu Łagowskim, w gminie Sulęcin, przylegające do wschodnich krańców wsi Wędrzyn. Nad jeziorem zlokalizowany jest ośrodek rekreacyjny, będący własnością MON. Obecnie nieczynny.